# أوسكار هافلوك
أوسكار هافلوك هو فلاح وسياسي كيني، ولد في 14 أبريل 1912 في بورت أوف سبين في ترينيداد وتوباغو، وتوفي في 6 أبريل 2003 في نيروبي في كينيا. نشط حزبياً في New Kenya Party ‏. وقد انتخب Minister of Agriculture of Kenya ‏ وانتخب عضو المجلس التشريعي لكينيا ‏.